# Myojinsho
Koordinaten: 31° 55′ N, 140° 1′ O
Myojinsho ist ein Unterwasservulkan im Pazifischen Ozean circa 450 km südlich von Tokio im Bereich der Izu-Inselkette auf dem Ostrand einer Caldera mit circa 8 km Durchmesser, auf deren Westrand sich die Bayonnaise Rocks befinden. Seine Spitze befindet sich circa 50 m unter der Meeresoberfläche. Die erste dokumentierte Beobachtung erfolgte 1869 während einer Eruption.
Danach ist der Vulkan mehrfach ausgebrochen und bildete auch gelegentlich eine kleine Insel, die aber keinen dauerhaften Bestand hatte. Der letzte beobachtete Ausbruch geschah 1988. Vom 21. bis 27. März 2018 wurde durch die japanische Küstenwache verfärbtes Wasser beobachtet. Ebenso bilden sich gelegentlich bei den Ausbrüchen Bimssteinflöße. Die Auswürfe des Vulkans sind von dazitischem Typ.

## Untergang derKaiyo Maru
Am 24. September 1952, als die Insel nicht bestand, eruptierte der Vulkan unter dem Forschungsboot No. 5 Kaiyo Maru der hydrographischen Abteilung der japanische Küstenwache, welches dabei komplett zerstört wurde. Bei dem Unglück kamen alle 31 Besatzungsmitglieder und Wissenschaftler an Bord ums Leben. Der Vorfall führte zur Entwicklung eines unbemannten funkferngesteuerten Erkundungs- und Vermessungsbootes, der Manbou, die von einem verbesserten Nachfolger, der Manbou II, abgelöst wurde. Mit dieser war es 1998 und 1999 zum ersten Mal möglich, die Topographie des Umfeldes des Unterwasservulkanes zu kartografieren.

## Liste der Ereignisse
| Jahr | Kommentar |
| ---- | --- |
| 1869 | Erste Dokumentation einer bemerkten Unterwassereruption. |
| 1870 | Eruption mit Inselbildung. |
| 1871 | Eruption. |
| 1896 | Eruption mit Inselbildung. |
| 1906 | Eruption und Bimssteinflöße. |
| 1915 | Eruption. |
| 1934 | Eruption. |
| 1945 | Eruption. |
| 1946 | Eruption mit Inselbildung. |
| 1952 | Es bildete sich zwischen 17. September 1952 und 23. September 1952 eine vorübergehende Insel, ebenso vom 11. Oktober 1952 bis zum 11. März 1953 und vom 5. April 1953 bis zum 3. September 1953. Am 24. September 1952 passierte der Unfall mit der Kaiyo Maru. |
| 1953 | Eruption. |
| 1954 | Eruption. |
| 1955 | Eruption. |
| 1960 | Eruption und Bimssteinflöße. |
| 1970 | Eruption und Bimssteinflöße. |
| 1979 | Eruption. |
| 1980 | Eruption. |
| 1982 | Eruption. |
| 1983 | Eruption. |
| 1986 | Eruption. |
| 1987 | Eruption. |
| 1988 | Eruption. |
| 2018 | Verfärbtes Wasser. |